# The Islanders
The Islanders es una banda europea compuesta por músicos provenientes de Chipre, Noruega, Escocia, Gales e Inglaterra.

## Eurovisión 2010
El grupo participó de la selección nacional chipriota con la canción "Life looks better in spring" junto a Jon Lilygreen, obteniendo el primer lugar lo que les dio el derecho de representar a la isla en el festival. Finalmente, obtuvieron el 21° lugar con solo 27 puntos.

## Integrantes
- Jon Lilygreen (voz, guitarra)
- Jon Gregory (batería)
- Sylvia Strand (piano, coros)
- Katherine Squire (coros)
- Sean Watts (coros)
- Charalambos Kallonas (bajo)